# Tracey Rose
Tracey Rose (* 1974 in Durban) ist eine südafrikanische Multimediakünstlerin, die mit Mitteln aus Performance, Videoinstallationen, Skulptur, Malerei und Fotografie arbeitet. Ihr Werk befasst sich mit den Themen Sexismus, Rassismus und Kolonialismus. Rose lebt und arbeitet in Johannesburg.

## Leben
Tracey Rose wurde 1974 in Durban geboren. Sie studierte Bildende Kunst an der University of the Witwatersrand in Johannesburg, wo sie 1996 mit einem Bachelor of Arts abschloss. 2001 war Rose Artist in Residence in der South African National Gallery in Kapstadt; in dieser Zeit kreierte sie unter anderem die Arbeit, mit der sie auf der von Harald Szeemann kuratierten 49. Biennale di Venezia im Jahr 2001 vertreten war. In den Vereinigten Staaten wird Rose durch die Galerie The Project vertreten. Rose unterrichtet an der Vaal University of Technology in Vanderbijlpark sowie an der Witwatersrand-Universität in Südafrika.

## Werk

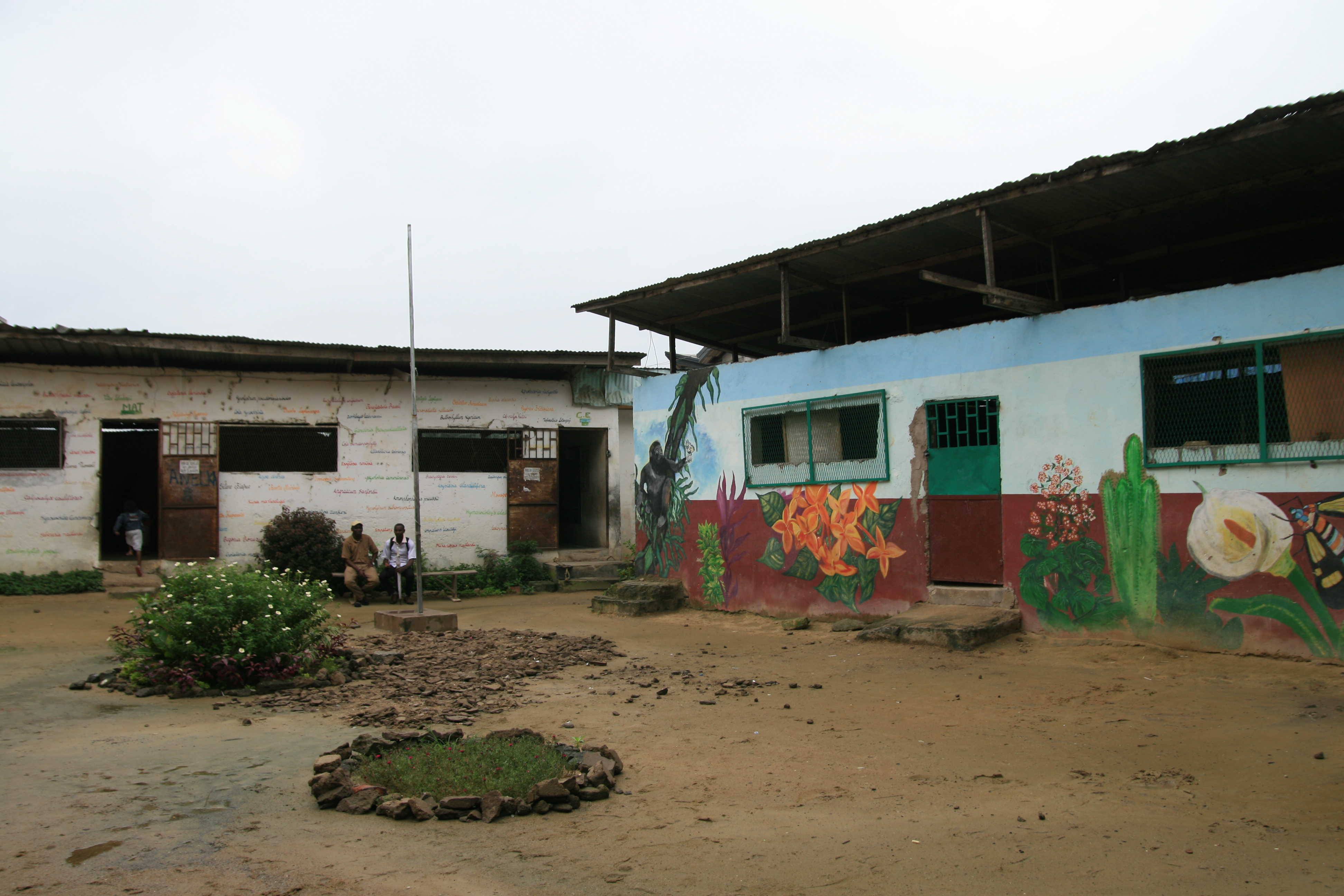
Oasis, im Rahmen des SUD Salon Urbain de Douala (2010)

Roses Arbeiten sprechen die dogmatischen Einschränkungen sowie die Schwächen und Mängel des institutionalisierten Kulturdiskurses an. In ihnen wird durchwegs ihre Nachdrücklichkeit hinsichtlich der Konfrontation mit Identitätspolitik, vor allem in Bezug auf die Thematiken von Ethnizität und Gender deutlich.
Laut Jan Avgikos macht „die geschmeidige Bezugnahme auf die Performance-Kunst der 60er und 70er Jahre einen großen Teil der Faszination der Arbeiten von Tracey Rose aus“.
Sue Williamson über die Künstlerin: „Tracey Rose ist keine, die für jede Gelegenheit auszustellen sofort springt und ist bekannt dafür, dass sie sich schon von mehr als einem Ausstellungsprojekt zurückgezogen hat, wenn ihr die Umstände nicht richtig erschienen.“
Für Kontroversen im Vorfeld der Eröffnung sorgte im Februar 2024 die Retrospektive Shooting Down Babylon im Kunstmuseum Bern sowie die Entfernung des Werks A Muster of Peacocks: THE SHOAH aus der Schau. Die Künstlerin behauptete, dies sei ohne ihr Wissen geschehen. Tracey Rose hatte 2021 einen offenen Protestbrief gegen die Apartheidspolitik in Israel unterzeichnet. Es kam im Vorfeld der Ausstellung in Bern aus diesem Grund zu Schließungsforderungen. In einer Podiumsdiskussion wurde in diesem Zusammenhang über Kunstfreiheit diskutiert, jedoch ohne die Künstlerin, die Anlass zur Debatte gegeben hatte. Das Kunstmuseum Bern nahm dazu Stellung und verwies darauf, die Entfernung des Werkes sei im Zuge der aktuellen politischen Situation angeraten worden und mit Zustimmung von Rose erfolgt. In der Videoarbeit aus dem Jahr 2012 taucht der Satz «Stop the Muslim Holocaust» (Stoppt den muslimischen Holocaust) auf.

## Arbeiten (Auswahl)
- The Thinker, Fundstücke und Text, 1996.

Kleinformatige Reproduktion der Skulptur Der Denker von Auguste Rodin, benutzt als Waffe in einem Familienstreit.
- Span I und Span II, 1997.

Die Arbeit wurde auf der 2. Johannesburg Biennale (1997) im Rahmen der Ausstellung Graft, kuratiert von Colin Richards, sowie auf der Biennale in Dakar im Jahr 2000 gezeigt.
- Ongetiteld (Untitled).

Video aus einer Überwachungskamera und das die Künstlerin zeigt, wie sie ihre gesamte Körperbehaarung wegrasiert. Die Arbeit wurde 1998 im Rahmen der Ausstellung Democracys Images des Bildmuseet Umeå in Umeå in Schweden.
- TKO, 2000.
- Ciao Bella, 2001.

Eine für die 49. Biennale von Venedig kreierte Arbeit.
- Lucie's Fur Version 1:1:1 - La Messie, 2003, Lambda Photographie, 148 × 102 cm[10].

## Ausstellungen

### Einzelausstellungen
- 1999: The Project, New York, USA
- 2000: The Goodman Gallery, Johannesburg, Südafrika
- 2000: The Project, New York
- 2002: Ciao Bella, The Goodman Gallery, Johannesburg
- 2002: The Project, New York[11]
- 2004: The Project, New York
- 2004: The Thieveing Fuck and the Intagalactic Lay, The Goodman Gallery, Johannesburg
- 2007: The Project, New York
- 2008: Plantation Lullabies, The Goodman Gallery, Johannesburg[12]
- 2008: The Cockpit, MC Kunst, Los Angeles, USA[13]
- 2009: Raison d'être, Espace doual'art, Douala, Kamerun
- 2022: Retrospektive Shooting Down Babylon, Zeitz Museum of Contemporary Art Africa, Kapstadt, Südafrika[14][15]
- 2024: Shooting Down Babylon, Kunstmuseum Bern

### Gruppenausstellungen
- 2007: El mirall sud-africà, Centre De Cultura Contemporània De Barcelona, Spanien
- 2007: Mouth Open, Teeth Showing: Major Works from the True Collection, Henry Art Gallery, Seattle, USA
- 2007: Memories of Modernity, Malmö, Schweden
- 2007: Check List: Luanda Pop, Afrikanischer Pavilion auf der 52. Biennale von Venedig, Italien
- 2007: Heterotopias, Thessaloniki Biennale, Griechenland
- 2007: Global Feminisms, Elizabeth A. Sackler Center for Feminist Art in Brooklyn, New York, USA
- 2017: WhoreMoans: An Uncivil Memoir of a Rough Ride, documenta 14, Kassel[16]